# 이선란
이선란(중국어 간체자: 李善兰, 정체자: 李善蘭, 병음: Lǐ Shànlán 리산란[*], 1810-1882)는 청나라의 수학자다. 중국 근대 수학사의 대표적인 인물이다. 자는 임숙(중국어: 壬叔, 병음: Rénshū 런수[*]), 호는 추인(중국어 간체자: 秋纫, 정체자: 秋紉, 병음: Qiūrèn 추런[*])이다.

## 약력

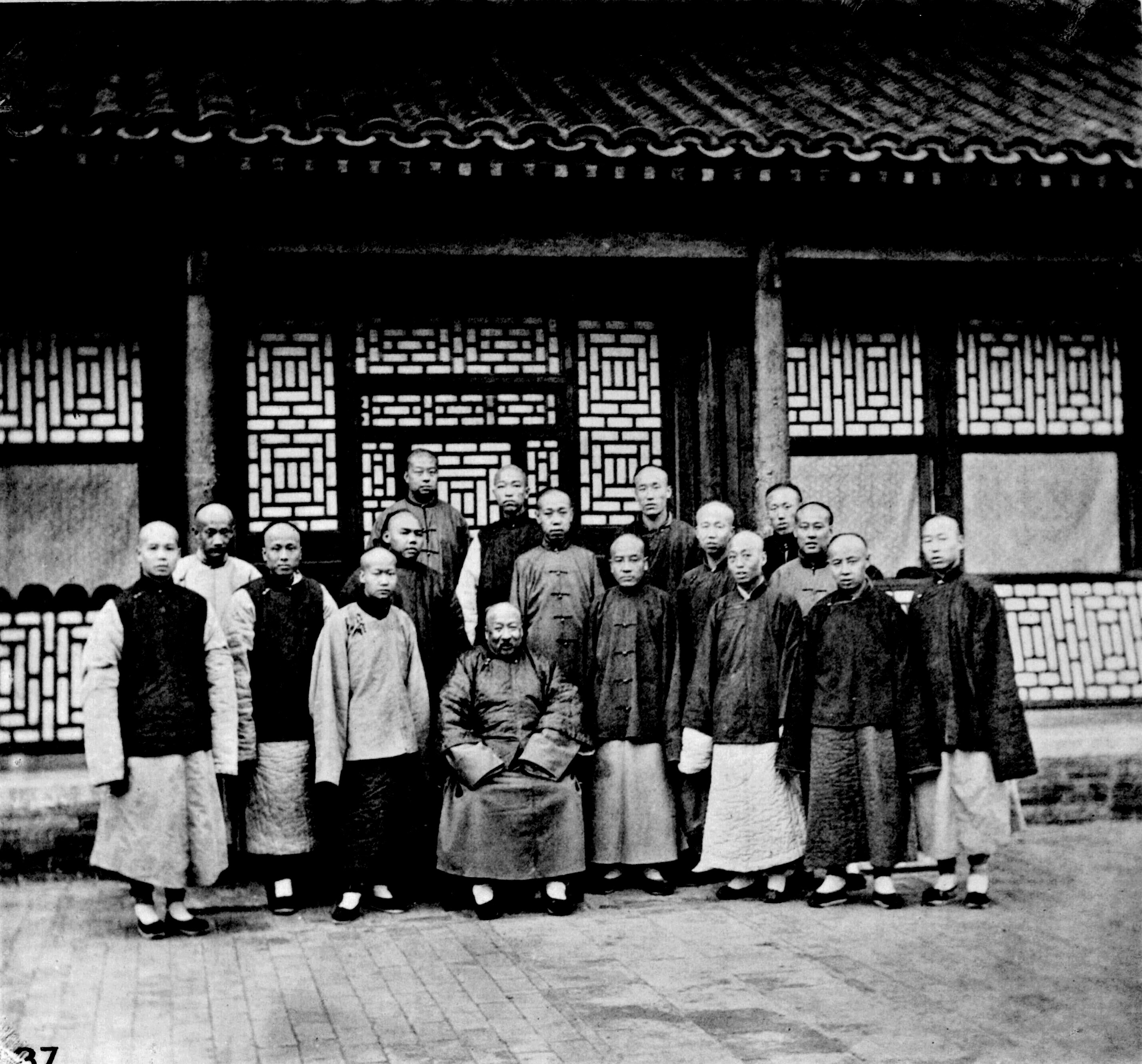

저장성 자싱시 하이닝시에서 태어났다. 어려서 경학을 하고, 수학을 힘써 탐구하였다. 어려서부터 수학에 뜻을 두어, 1845년 자싱 시에서 지내며 많은 수학자들과 교류하였다. 10세에 바로《구장산술》을 깨우치고，15세에 에우클레이데스의 《원론》 6권을 통달하였다. 17세에 항저우 향시(鄕試)에 가입하여，천문학 및 역학을 연구하였고, 저명한 수학자가 되었다.
1852년 상하이로 나와 알렉산더 와일리(영어: Alexander Wylie), 조지프 에드킨스(영어: Joseph Edkins) 등과 알게 되어 그들의 협조로 1852년－1866년에는 묵해서관(墨海書館)의 편역을 담당하였다. 《원론(기하학원본,幾何學原本)》 후반 9권, 윌리엄 허셜의 《담천(談天)》과, 아이작 뉴턴의 《프린키피아》 등 영미(英美)의 과학서를 많이 번역하였다. 그 밖에도 자신의 저작이 4∼5가지 전하지만, 친구들의 저작을 편집한 《칙고석재산학》(則古昔齋算學, 13종 24권)도 유명하다. 1868년부터 죽을 때까지 베이징의 동문관(同文館) 산학총교습(算學總敎習)의 자리에 있으면서 후진을 지도하였다.

## 업적
독자적인 업적으로는 대수학·미적분학·조합론·항등식 방면의 이선란항등식(李善蘭恆等式) 등을 남겼다. 35세에 《방원천유》(方圓闡幽), 《호시계비》(弧矢啓秘) 및 《대수탐원》(對數探源) 이렇게 3가지 수학 저작을 남겼다. 그 밖에 《칙고석재산학십삼종》(則古昔齋算學十三種) 및 《고수근법》(考數根法) 등을 남겼다.
1852년－1866년에는 와일리와 함께 에우클레이데스의 《원론(기하원본,幾何原本)》의 후반부 9권을 번역하였고，명나라의 마테오 리치, 서광계 등의 업적을 이어 완성시켰다.
또 와일리·에드킨스 등과 《담천》(談天)、《대수학》(代數學)、《대미적습급》(代微積拾級, 미국 엘리야스 로미스의 저작), 《원추곡선설》(圓錐曲線說), 《나서수리》(奈瑞數理), 《중학》(重學), 《식물학》(植物學) 등의 책을 번역하였다. 묵해서관(墨海書館)의 조판 간행으로，중국 지식인층에 매우 큰 영향을 끼쳤다.

## 영향
1852년부터 1859년 사이에, 7~8권을 공역(共譯)하였으며, 모두 70~80만 글자로, 직접 수학 기호를 표시하였다: 등호(等)＝、곱셈(乘)×、나눗셈(除)÷, 작다(小)＜, 크다(大)＞, 뿐만 아니라 그의 번역작업은 독창적이기도 하였다. 번역을 통해 수많은 중국어 전문 용어를 많이 도입하였다. 대수(代數), 상수(常數)、변수(變數)、미지수, 함수(函數), 계수(係數), 지수(指數), 급수(級數), 단항식(單項式), 다항식(多項式), 미분(微分), 횡축(橫軸), 직교좌표계(坐標係), 절선(切線), 법선(法線), 곡선(曲線), 점근선(漸近線), 서로 같다(相似) 등의 수학적 어휘와，그 밖의 어휘로 식물(植物), 세포(細胞) 등, 이 같은 번역 어휘들은 독창적이면서도，적합하여，대부분이 한국어와 일본어에도 차용되어 지금까지 사용되고 있다.